# Douglas B-18
Pour les articles homonymes, voir B18.
Le Douglas B-18 Bolo fut la modification du DC-2 en bombardier stratégique à long rayon d'action. Bien que totalement obsolète à l'entrée en guerre des États-Unis en 1941, il est à cette époque le bombardier le plus important de par son nombre en service au sein des United States Army Air Forces (USAAF) au début de la Seconde Guerre mondiale.

## Les origines
Le DB-1 Bolo est développé par la Douglas Aircraft Company en réponse à une fiche programme de l’USAAC émise en 1934 pour remplacer les Martin B-10. Boeing répond également à ce programme avec son Model 299 tandis que Martin offre son model 146.
Cette fiche programme concerne un appareil pouvant transporter 907 kg de bombes sur une distance de 3 218 km (2 000 miles).
Si lors de la compétition le prototype de Boeing se montre supérieur, le crash de ce dernier (dû à une erreur de pilotage) plus son coût supérieur (4 moteurs au lieu de 2 pour les prototypes de Douglas et Martin et un coût unitaire de 99 620 $ contre 58 500 $ pour le DB-1) fait que l’USAAC choisit le DB-1 de Douglas, qui est désigné comme B-18.
L’USAAC passa donc une première commande de 99 B-18 et malgré tout 13 Y1B-17. Le Model 299 de Boeing devient le Boeing B-17 Flying Fortress.Sur la commande initiale, 38 appareils furent profondément modifiés par un fuselage plus étroit et une dérive plus grande, façon B-17.

## Engagements avec les États-Unis
Le contrat initial est porté à 133 exemplaires. Douglas propose par la suite une modification avec son DB-2 qui incorpora une tourelle de nez motorisée. Cette option n'est pas retenue. La version A est construite à 177 exemplaires et dispose de moteurs plus puissants.
La plupart des B-18 sont déployés sur des bases avancées américaines, et en 1941 la plupart des 33 B-18 stationnés à Pearl Harbor sont détruits pendant l’attaque du 7 décembre 1941. 
En 1942, le B-17 remplace tous les B-18 en première ligne. Le B-18 entame alors une nouvelle carrière en tant qu’appareil de patrouille et de lutte ASM.
122 appareils sont modifiés en appareils de lutte ASM, par la suppression du poste du bombardier qui est remplacé par un radar et le rajout d’un détecteur MAD (Magnetic Anomaly Detector).
Tous ces appareils sont utilisés dans la région des Caraïbes. Un de ces appareils coule le U-Boat U-512 au large de Cayenne en Guyane française le 2 octobre 1942.
Tous les B-18 sont remplacés par des B-24 et retirés du service actif en 1943. Les appareils survivants servent soit en tant qu'appareils d'entraînements soit en appareils de transports (C-67).

## Engagements avec autres pays utilisateurs
Craignant les débuts d’un conflit en Europe, une commission britannique demanda à évaluer le B-18. Mais ce dernier fut rejeté par la RAF qui le trouva sous-motorisé, mal armé et avec des performances modestes.
Néanmoins Douglas vendit 20 exemplaires du B-18 à la Royal Canadian Air Force (RCAF) qui le dénomma Douglas Digby Mk 1. Ils furent principalement employés à la lutte anti-sous-marine au-dessus de l’Atlantique Nord. Les Digby canadiens effectuèrent plus de 11 attaques sur les sous-marins allemands durant leur service. Une à deux d'entre elles réussirent à envoyer par le fond un sous-marin allemand. La mieux connue est celle de l'équipage du Flying Officer F. Raymes du 10e escadron de bombardement et de reconnaissance du Commandement Aérien de l'Est de la Royale Canadian Air Force qui réussit à couler le U-520 le 30 octobre 1942 à 27 miles à l'est de St-John à Terre-Neuve. Les Digby de la RCAF furent eux aussi remplacés par des Liberator en 1943-44.
Trois appareils furent vendus à la Força Aérea Brasileira en 1942 comme transport mais transformés plus tard en avion ASM.

## Développement ultérieur
En novembre 1938, l’US Army Air Corps, modifia sa demande pour un appareil mieux motorisé, plus grand. Un B-18 fut modifié avec la dérive façon B-17, 2 moteurs Wright R-2600-3 et une tourelle caudale. Cet appareil devient le B-23 Dragon. Il fut aussi le premier bombardier américain à disposer d’une tourelle de queue.

## Versions
- DB-1 (Douglas Bomber-1) : prototype, 1 exemplaire
- B-18 : version initiale, 131 exemplaires
- DB-2 : version proposée avec tourelle motorisée, 1 exemplaire
- B-18A : version avec moteurs plus puissants Wright R-1820-53, 217 exemplaires
- B-18B : 122 exemplaires convertis en appareil de lutte anti-sous-marine
- C-58 : 2 appareils spécialement transformés en cargo
- Digby Mk 1: Version canadienne de lutte anti-sous-marine

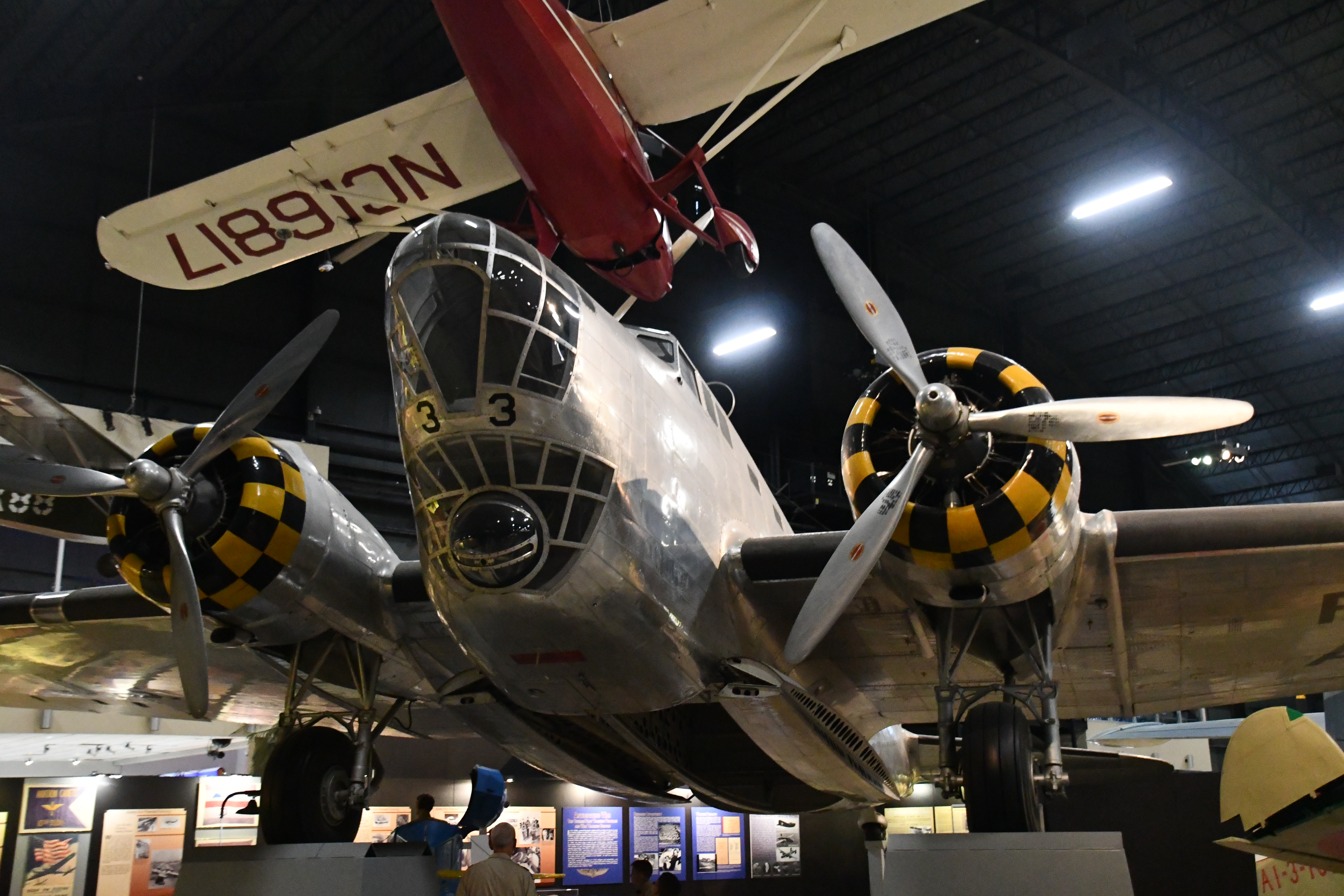
Douglas B-18A exposé au NMUSAF, Dayton, OH

## Opérateurs
- Brésil

Força Aérea Brasileira
- Canada

Aviation Royale Canadienne
- États-Unis

United States Army Air Forces

### Développement
- XB-22 : version améliorée du B-18 avec 2 moteurs de 1 194 kW, jamais construite. Sert de développement au B-23 Dragon